# آرون روسو
آرون روسو (انگلیسی: Aaron Russo؛ ۱۴ فوریهٔ ۱۹۴۳ – ۲۴ اوت ۲۰۰۷) یک کارگردان، و تهیه‌کننده اهل ایالات متحده آمریکا بود.